# Andreas Bernard (Autor)
Andreas Bernard (* 1969 in München) ist ein deutscher Kulturwissenschaftler, Journalist und Schriftsteller. Er ist Gastwissenschaftler am Institut für Kultur und Ästhetik Digitaler Medien an der Leuphana Universität Lüneburg und Autor im Kulturressort des SPIEGEL. Von 2014 bis 2021 war Bernard Sprecher des Forschungszentrums "Centre for Digital Cultures" an der Leuphana-Universität. Von 1995 bis 2014 war er Autor und Redakteur der Süddeutschen Zeitung, von 2014 bis 2022 Autor der Frankfurter Allgemeinen Sonntagszeitung und der ZEIT.

## Leben
Andreas Bernard wurde 2005 an der Bauhaus-Universität Weimar über die Geschichte des Fahrstuhls promoviert und schrieb 2014 ein umfassendes Buch über die neuen Reproduktionstechnologien, Samenspender, Leihmütter, künstliche Befruchtung und den gesellschaftlichen Wandel im In- und Ausland durch diese neuen Formen der Elternschaft. Er lebt in Berlin.

## Schriften
- Über das Essen. Jung und Jung, Wien/Salzburg 2002, ISBN 3-902144-44-0.[3]
- mit Ulrich Raulff (Hrsg.): Theodor W. Adorno, „Minima Moralia neu gelesen“ (= Edition Suhrkamp. Band 2284). Suhrkamp, Frankfurt am Main 2003, ISBN 3-518-12284-3.
- mit Ulrich Raulff (Hrsg.): Briefe aus dem 20. Jahrhundert. Suhrkamp, Frankfurt am Main 2005, ISBN 3-518-41646-4.
- mit Jan Heidtmann und Dominik Wichmann (Hrsg.): Lexikon des frühen 21. Jahrhunderts. Süddeutsche Zeitung Edition, München 2005, ISBN 3-86615-222-1.
- mit Jan Heidtmann und Dominik Wichmann (Hrsg.): Sprechen Sie Gegenwart? Lexikon des frühen 21. Jahrhunderts. Goldmann, München 2006, ISBN 3-442-15458-8.
- Die Geschichte des Fahrstuhls. Über einen beweglichen Ort der Moderne. (= Fischer Taschenbuch. 17348). Frankfurt am Main 2006, ISBN 3-596-17348-5. (Dissertation Bauhaus Universität Weimar 2005)
- mit Tobias Kniebe: Das Prinzip. 100 Phänomene der Gegenwart. Süddeutsche Zeitung Edition, München 2007, ISBN 978-3-86615-486-5.
- Vorn. Roman. Aufbau Verlag, Berlin 2010, ISBN 978-3-351-03294-4.
- Lifted. A Cultural History of the Elevator. New York University Press, New York 2014, ISBN 978-0-8147-8716-8.
- Kinder machen. Neue Reproduktionstechnologien und die Ordnung der Familie. Samenspender, Leihmütter, Künstliche Befruchtung. Fischer, Frankfurt am Main 2014, ISBN 978-3-10-007112-5.
- Komplizen des Erkennungsdienstes. Das Selbst in der digitalen Kultur. Fischer, Frankfurt am Main 2017, ISBN 978-3-10-397301-3.[4]
- mit Matthias Koch und Martina Leeker (Hrsg.): Non-Knowledge and Digital Cultures. Meson Press: Lüneburg, 2018, ISBN 978-3-95796-125-9.
- Das Diktat des Hashtags. Über ein Prinzip der aktuellen Debattenbildung. Fischer, Frankfurt am Main 2018, ISBN 978-3-596-70381-4.
- The Triumph of Profiling: The Self in Digital Culture. Polity Press, Cambridge 2019, ISBN 978-1-5095-3630-6.
- Theory of the Hashtag. Polity Press, Cambridge 2019, ISBN 978-1-5095-3894-2.
- Laufende Ermittlungen. Tropen Verlag, Berlin 2020, ISBN 978-3-608-50452-1.
- Wir gingen raus und spielten Fußball. Klett-Cotta-Verlag, Stuttgart 2022, ISBN 978-3-608-98077-6.
- Die Kette der Infektionen: Zur Erzählbarkeit von Epidemien seit dem 18. Jahrhundert. Fischer, Frankfurt am Main 2023, ISBN 978-3-10-397129-3.
- Der Trost der Flipper. Klett-Cotta-Verlag, Stuttgart 2024, ISBN 978-3-608-98768-3.